# Ivan Ajvazovski
Ivan Konstantinovitsj Ajvazovski (Armeens: Հովհաննես Կոստանդինի Այվազյան ; Russisch: Иван Константинович Айвазовский) (Feodosija (Krim), 29 juli 1817 - aldaar 5 mei 1900) (juliaanse kalender: 17 juli 1817 – 19 april 1900) was een Russisch kunstschilder van Armeense afkomst.

## Levensloop
Ivan Ajvazovski bracht zijn jeugd in armoedige omstandigheden door in het stadje Feodosija op de Krim. Door zijn talent als schilder werd hij toegelaten tot het gymnasium in Simferopol, en later op uitnodiging van Nicolaas I tot de Academie van Schone Kunsten in Sint-Petersburg.
Hij trok de aandacht met landschappen en zeegezichten en schilderde ook nog een aantal kustplaatsen op de Krim, voordat hij door Europa ging reizen. Hij was een beschermeling van de tsaar, die hem benoemde tot officiële schilder van de Russische marine.
Ivan Ajvazovski was een zeer productief schilder. Hij schilderde zee-, rivier- en strandgezichten in een romantische stijl. Vooral het zeegezicht was zijn specialisme: meer dan de helft van zijn schilderijen vallen in deze categorie. Bij zijn dood liet hij meer dan 6000 schilderijen na. Met de inkomsten van zijn schilderwerk opende hij een school voor aankomende kunstschilders en een galerij in Feodosija. Hij was een leermeester van Archip Koeindzji. Zijn werken zijn nu een onderdeel van de permanente collectie van de Tretjakovgalerij in Moskou, het Russisch Museum in Sint-Petersburg en de door hem gestichte galerij in Feodosija. Ook was hij een van de grootste financiers van de spoorlijn naar Feodosija.
Zijn familienaam luidde eigenlijk Aivazian en sommige van zijn schilderijen zijn voorzien van in het Armeens geschreven handtekeningen "Յովհաննէս Այվազեան" ("Hovhannes Aivazian").

## Galerij

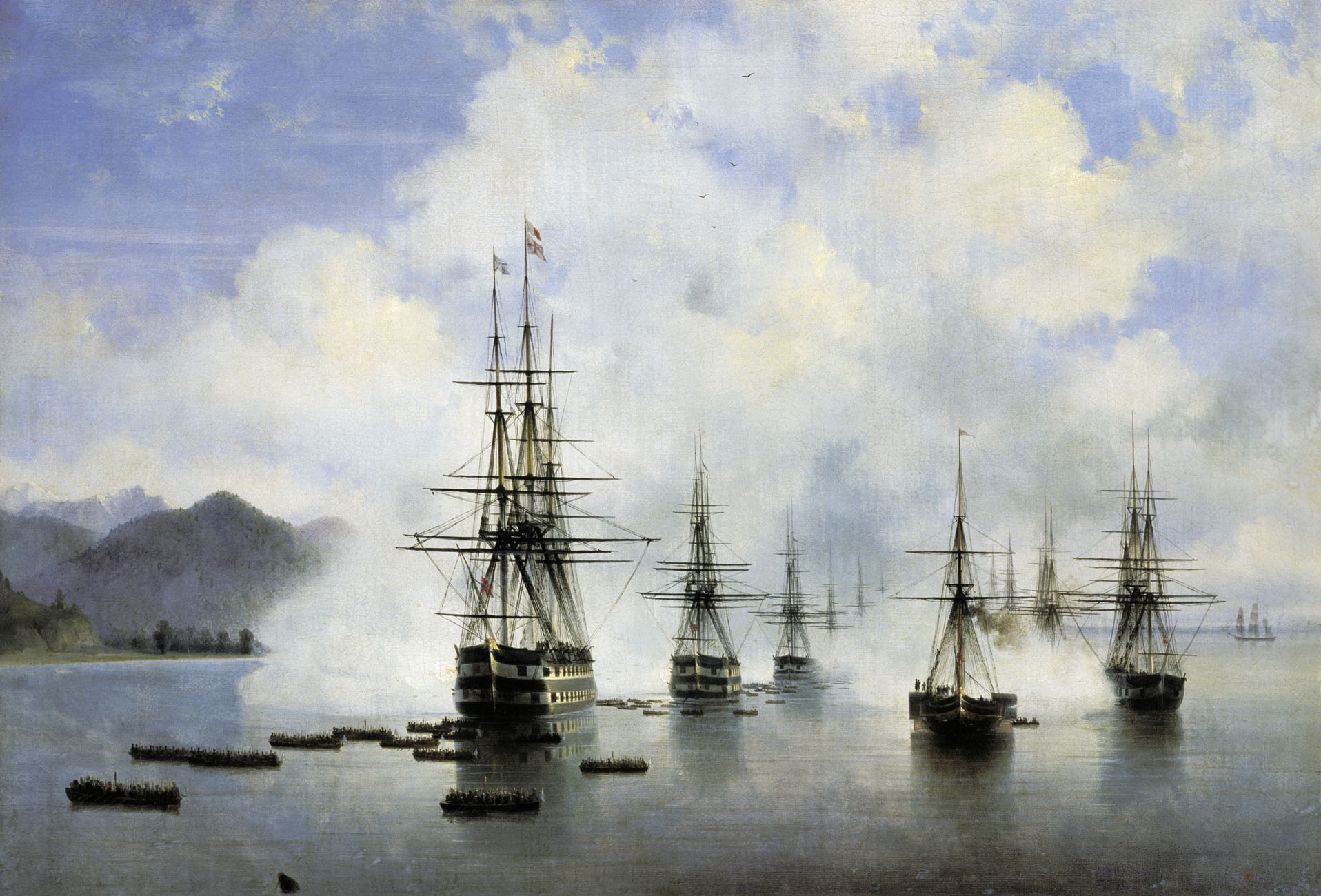
De landing van NN Raevskyi in Sotsji (1838) (1839), Samara Kunst Museum (Samara)
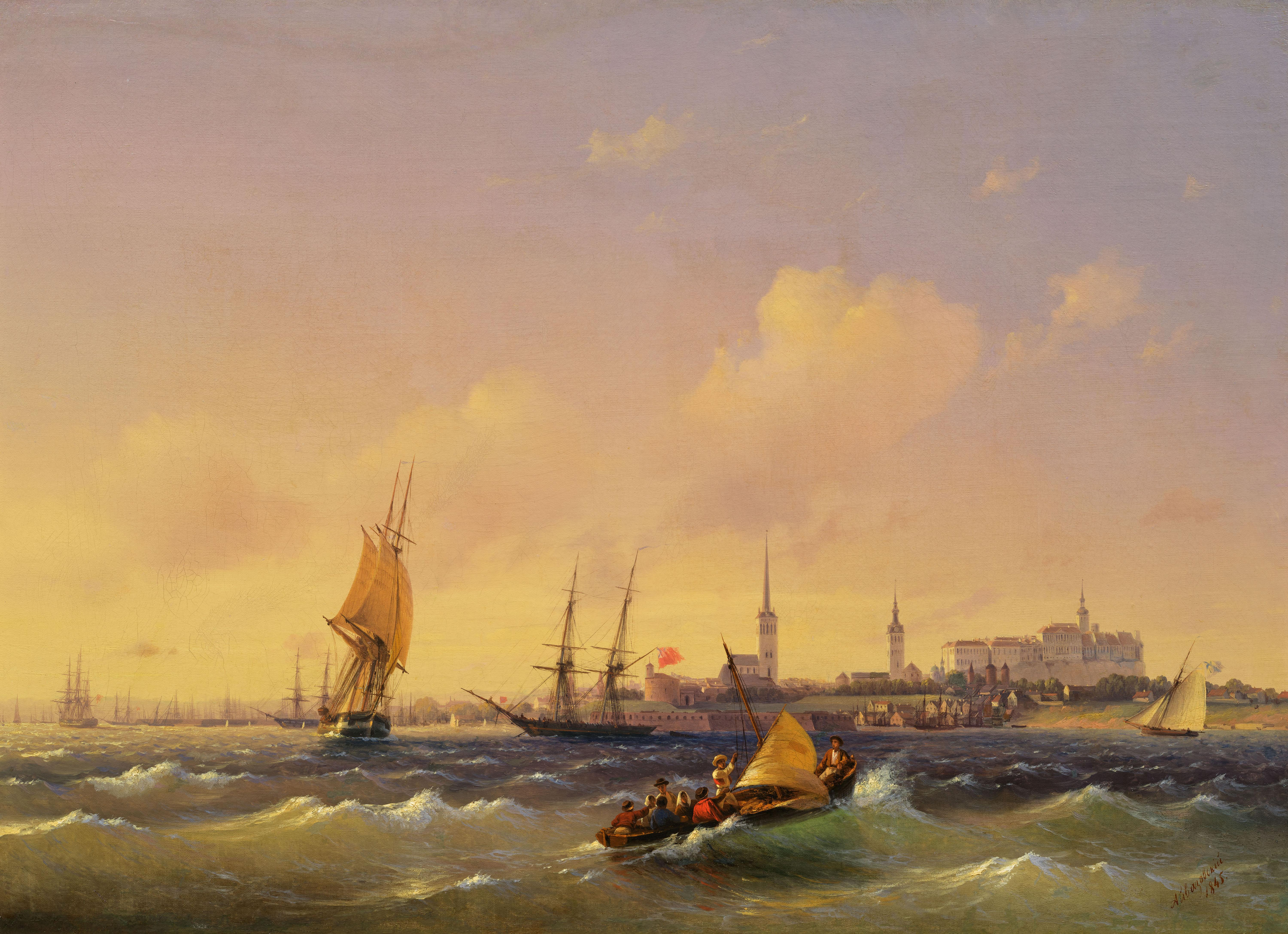
Baai van Tallinn (1845), privécollectie Monaco
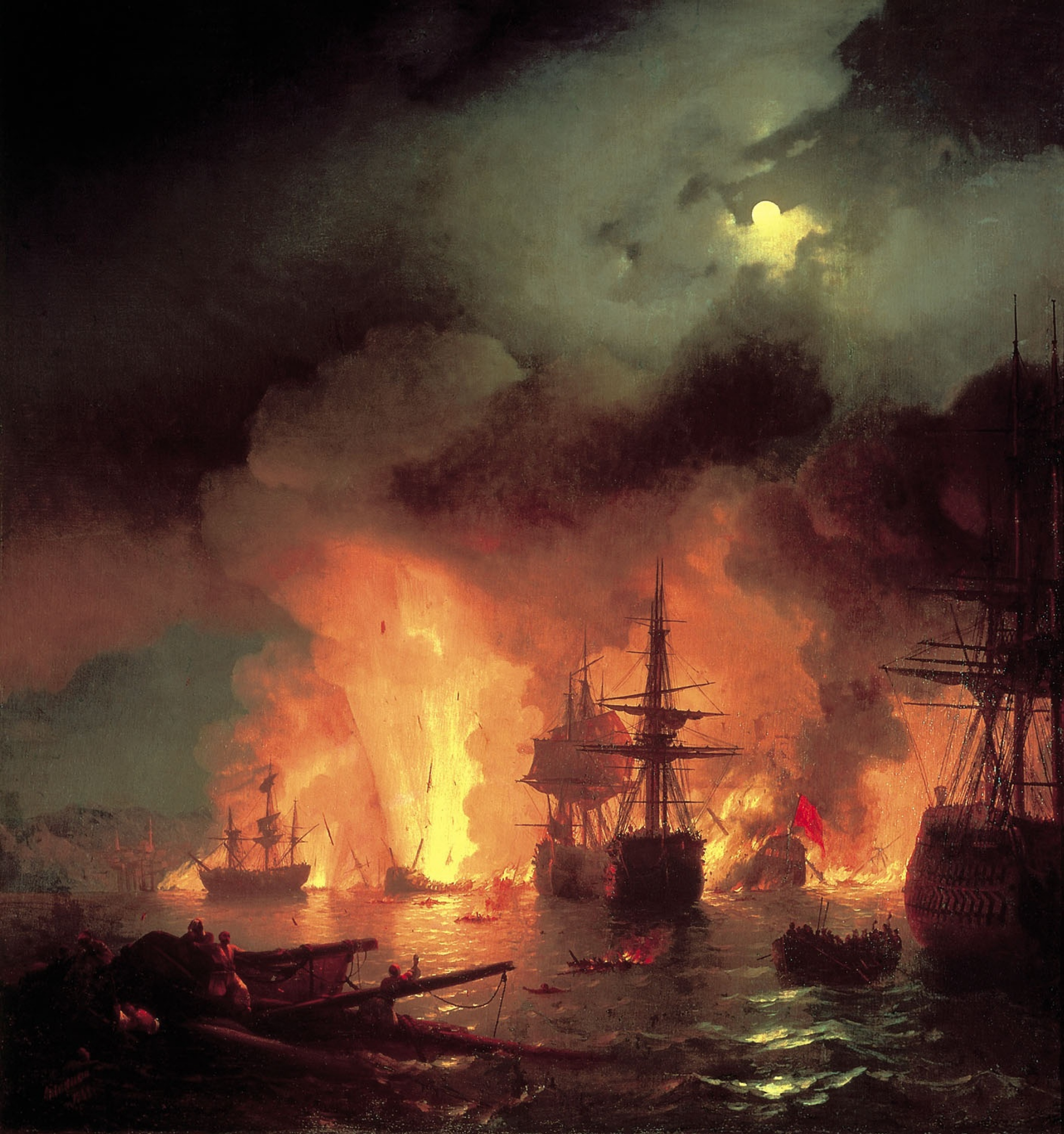
Slag bij Çeşme (25-26 juni 1770) (1848), Feodosia Kunst Galerij (Feodosia)
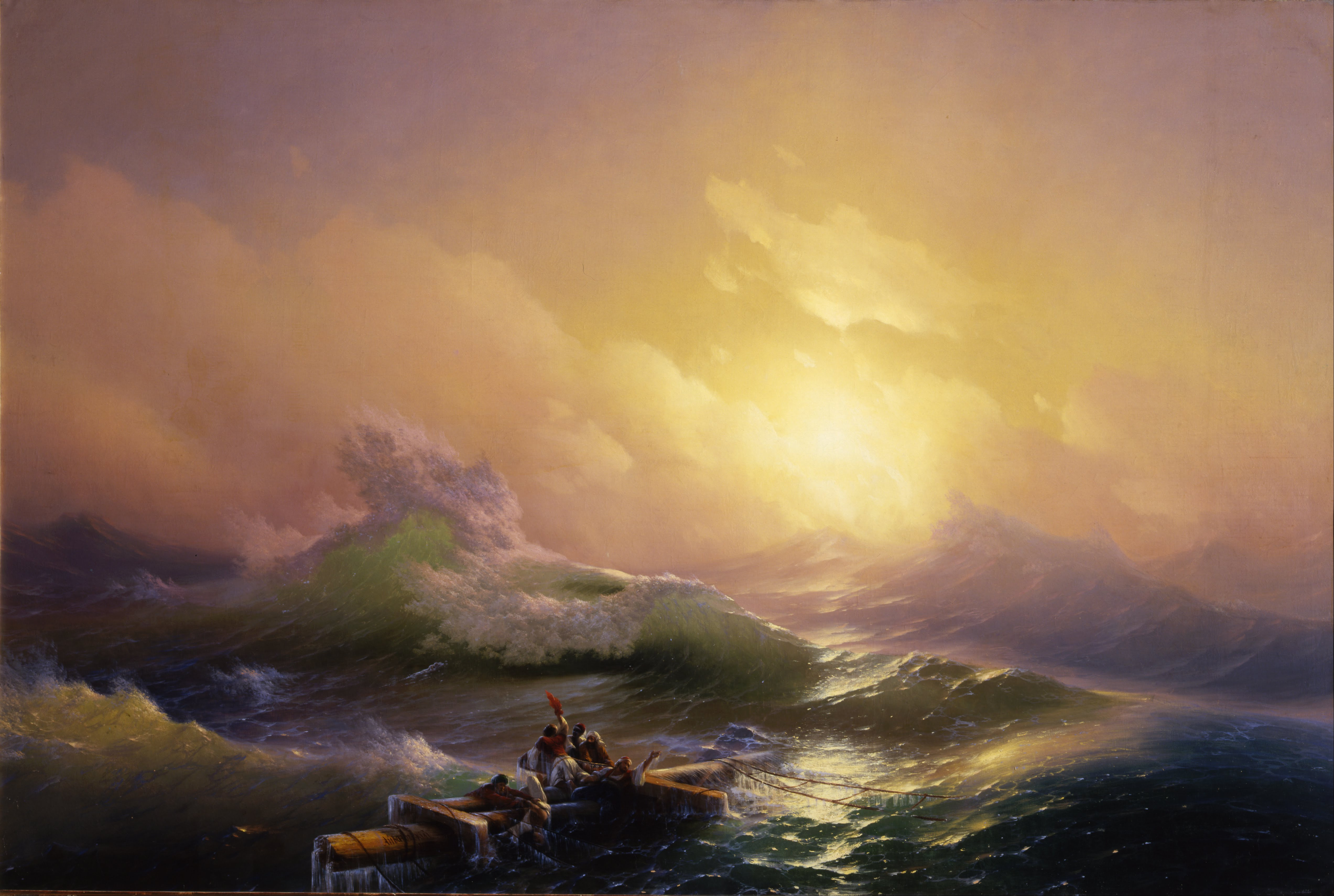
De Negende Golf (1850), Russisch Museum
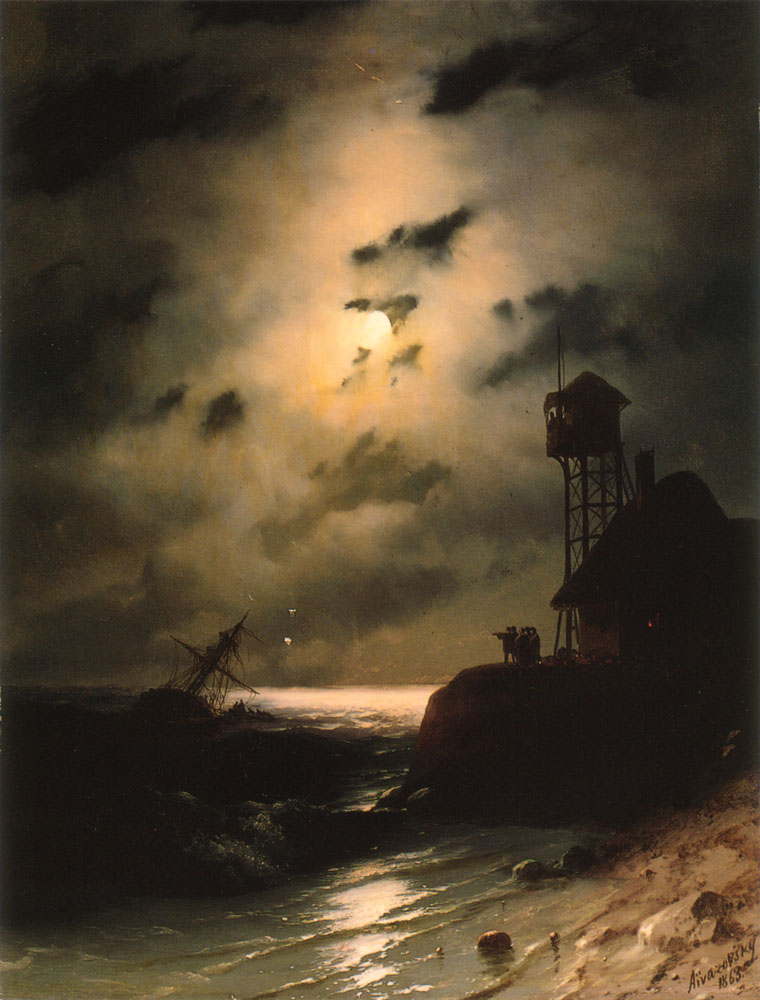
Maanverlicht zeegezicht met scheepswrak (1863), privécollectie
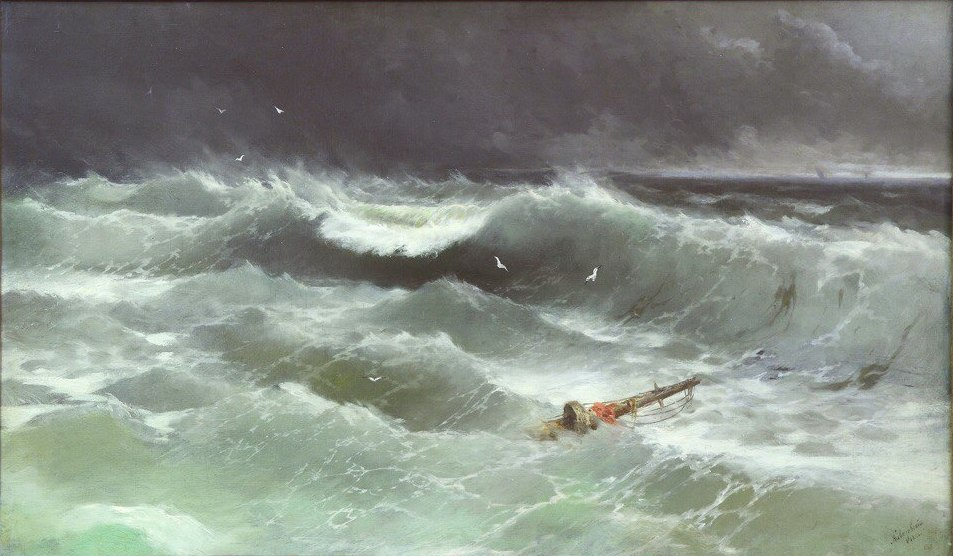
Storm (1886)
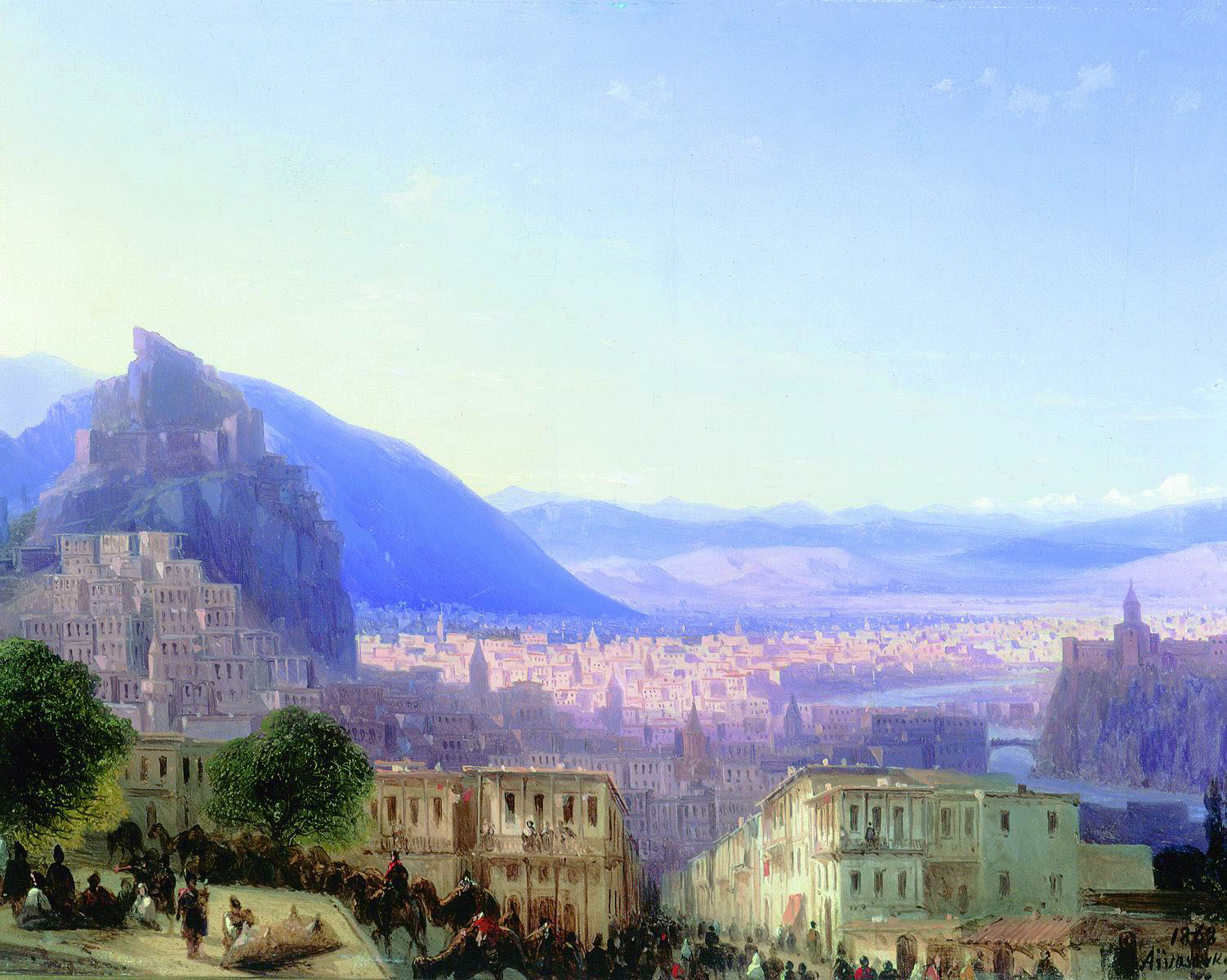
Uitzicht op Tbilisi (1886), Kunstmuseum van Georgië (Tbilisi)
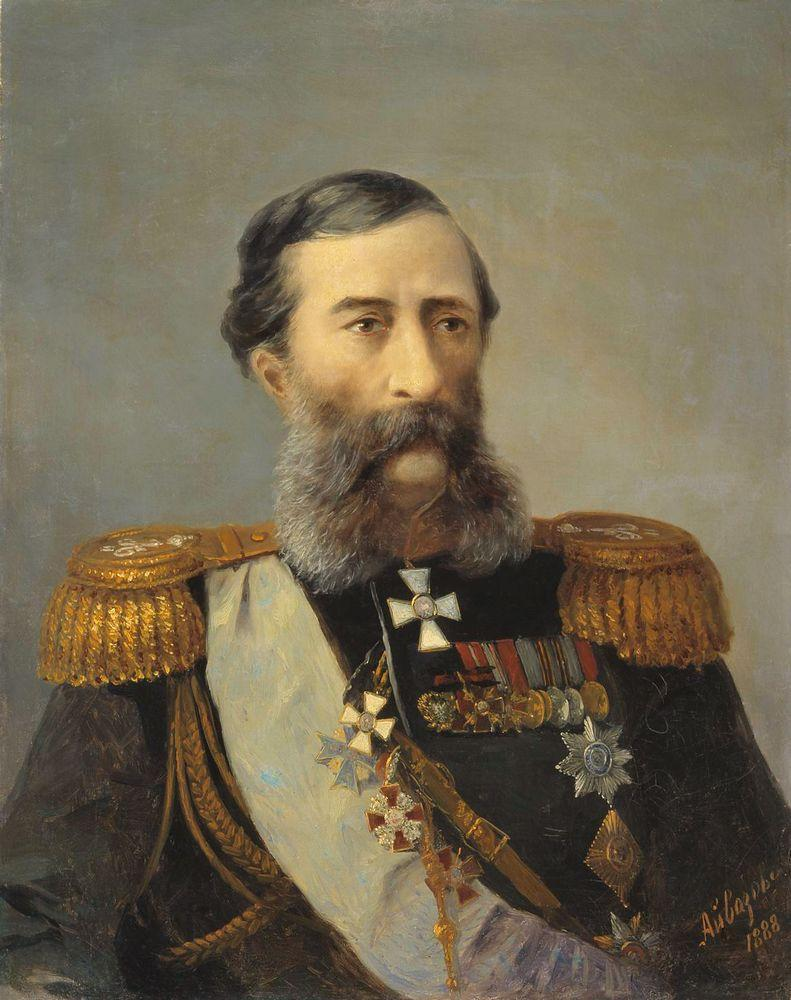
Graaf Michail Tarielovitsj Loris-Melikov (1888)
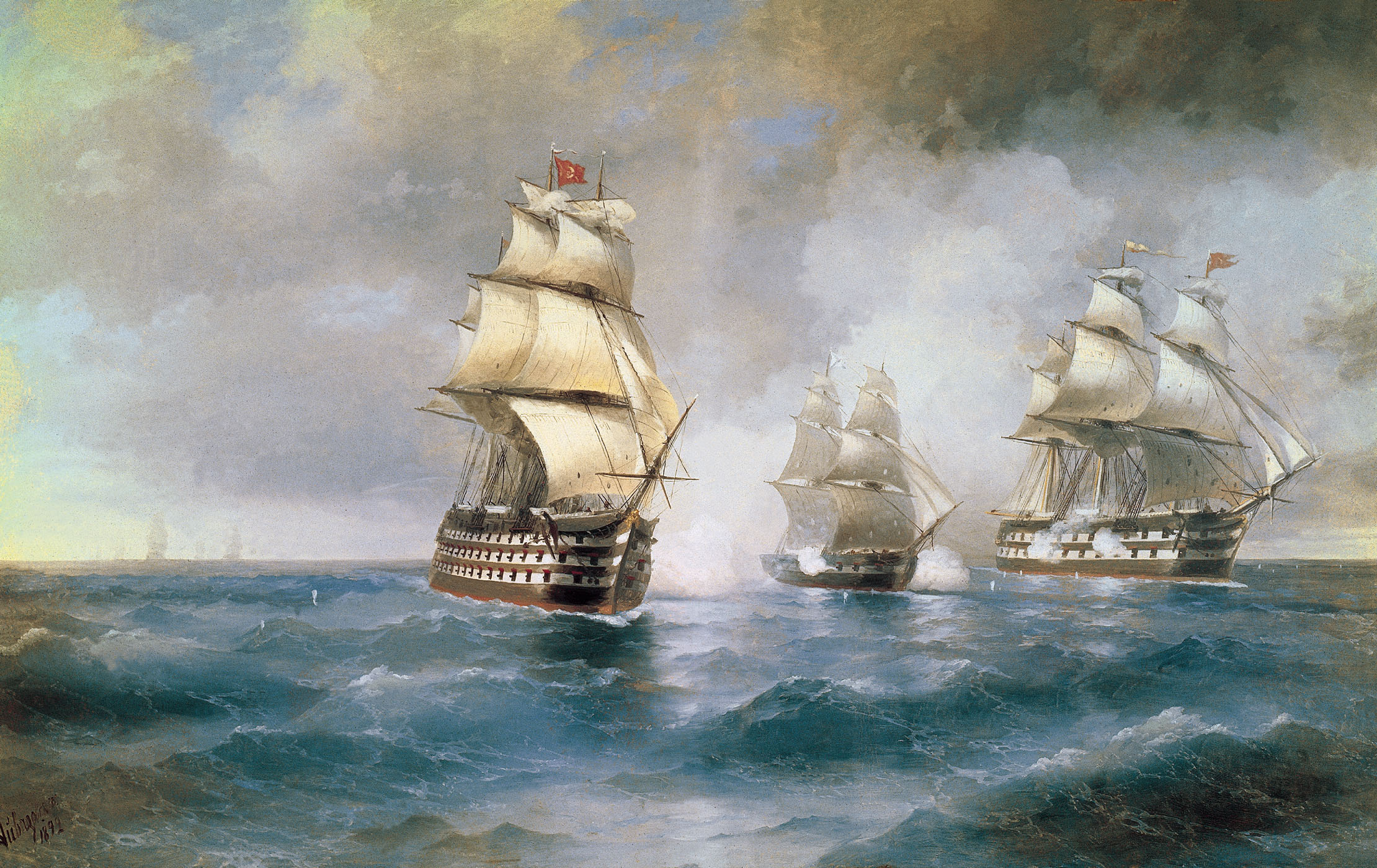
Brik "Mercury" aangevallen door twee Turkse schepen (1892), Feodosia Kunst Galerij (Feodosia)
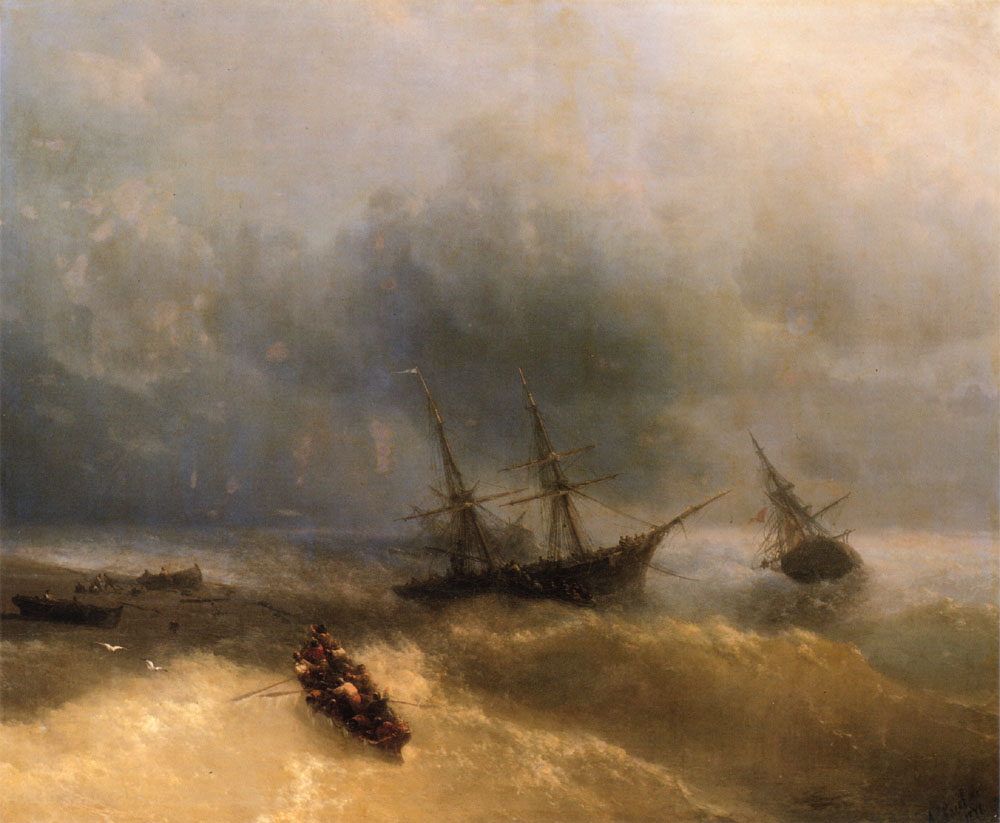
Schipbreuk privécollectie
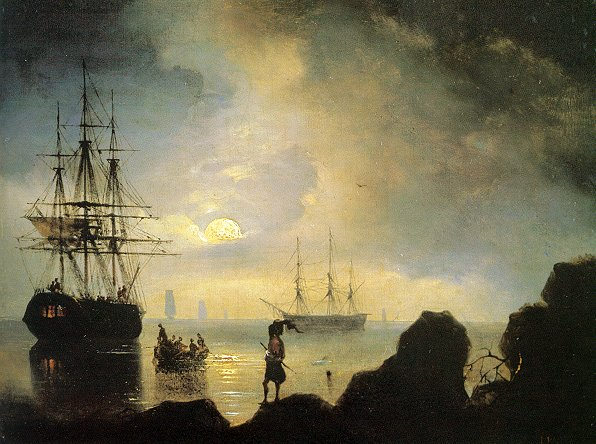
Vissers aan de kust